# Stazione di Darnycja
La stazione di Darnycja è la principale stazione ferroviaria con funzione di scalo merci di Kiev nella omonima Oblast' e capitale dell'Ucraina.

## Storia

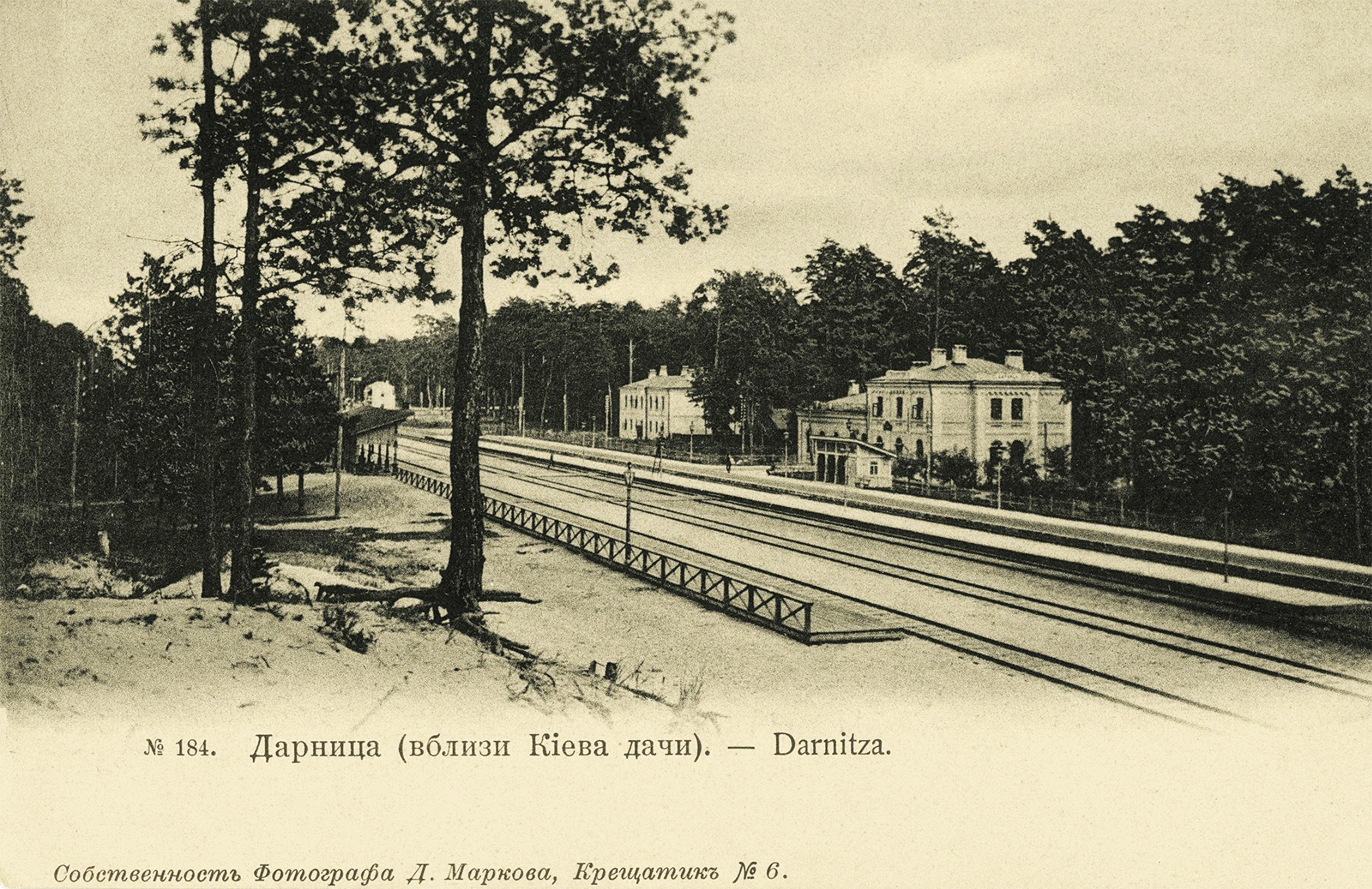
La stazione nel 1904

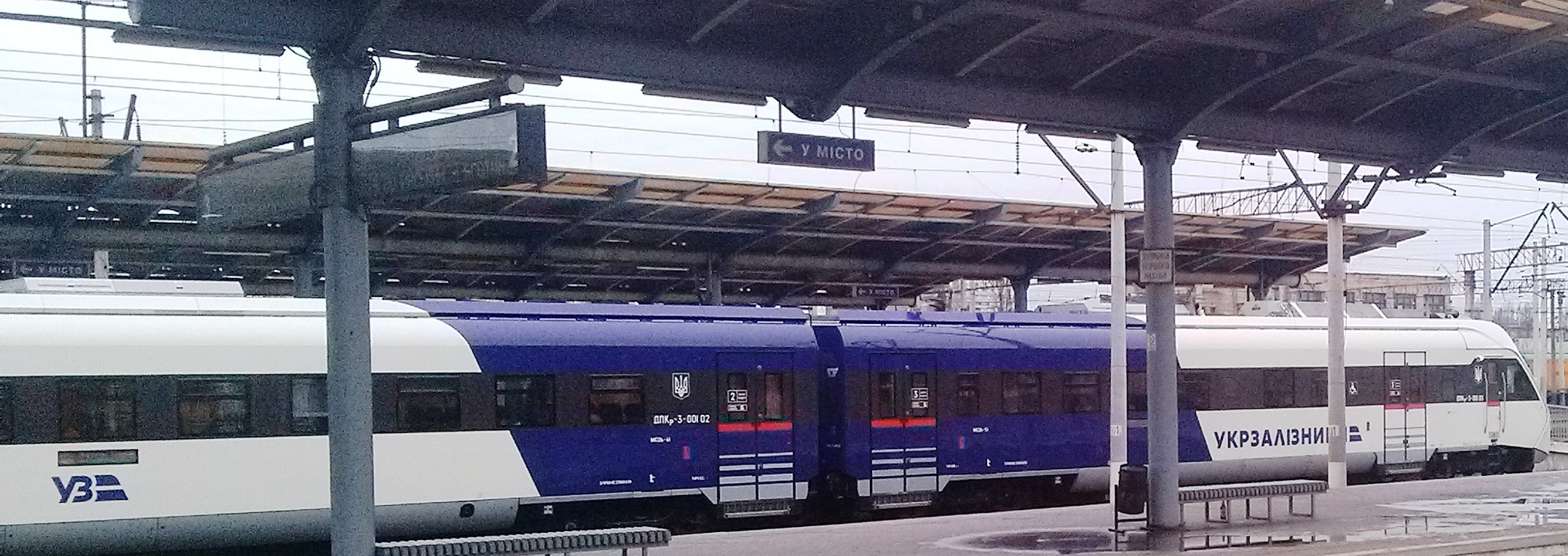
DPKR-3 "Borispol Express" alla stazione di Darnitsa

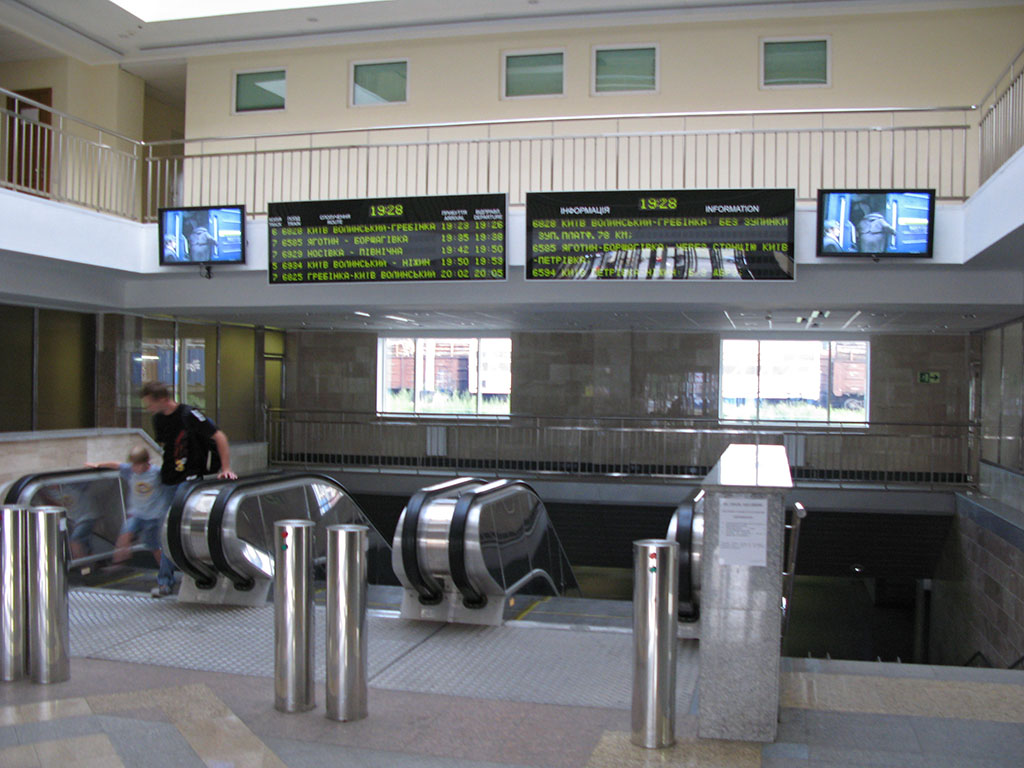
Accesso alla stazione della metropolitana sottostante

La stazione fu costruita nel 1899 quando venne iniziata la linea della linea ferroviaria Kiev – Poltava e gli operai addetti si stabilirono a breve distanza. La linea, una delle prime dell'Ucraina, fu elettrificata nel 1957 con corrente continua e solo nel 1967 con la più funzionale corrente alternata. Il tratto Kiev – Jahotyn venne elettrificato nel 1972.

## Descrizione
Per traffico commerciale ed estensione è la maggiore dell'intero Paese e si trova nell'area sulla sinistra del fiume Dnepr dalla quale prende il nome, Darnycja, nella parte orientale della capitale, mentre per il traffico passeggeri la stazione più importante rimane la stazione centrale di Kiev. Venne inaugurata nel 1899 ed è gestita dalla società pubblica Ukrzaliznycja.

## Strutture e servizi
La stazione opera 24 ore su 24, con convogli merci e treni passeggeri. Lo scalo è capolinea di molti tratti interni all'Ucraina che hanno come destinazione i principali centri del Paese. La stazione ferroviaria è connessa con la omonima stazione della metropolitana di Kiev.